# Antoine Deschavannes
Antoine Philippe Deschavannes, né à Feurs le 28 juillet 1863 et mort à Lyon le 7 février 1931,, est un journaliste et librettiste français.

## Biographie
Journaliste à l'Écho du Rhône, puis au Lyon Républicain, Deschavannes fut le rapporteur de la section d'économie politique en 1894 à l'Exposition de Lyon ainsi que le délégué du secrétariat de la presse à l'Exposition de Lyon de 1911.

## Œuvres
- 1899 : Ah ! penses-tu !, revue en 2 actes et 7 tableaux, avec P.-L. Flers, au théâtre de l'Eldorado (9 novembre)
- 1900 : Allons à la Guille, revue en 2 actes, au théâtre de l'Eldorado (31 octobre)
- 1904 : Ca tire l'oeil !, revue en 2 actes et 11 tableaux, avec Henry de Gorsse et Georges Nanteuil, au Casino-Kursaal de Lyon (14 décembre)
- 1908 : La Revue des Célestins, revue en 3 actes, avec Raoul Cinoh, au théâtre des Célestins (5 février)

## Distinctions
- Officier d'Académie (arrêté du ministre de l'Instruction publique des Beaux-Arts et des Cultes du 27 février 1896)[3]
- Chevalier de l'ordre du Mérite agricole
- Chevalier de la Légion d'Honneur au titre du ministère du Commerce (décret du 8 août 1920). Parrain : Édouard Herriot, député-maire de Lyon[4].